# Dorika roseana
Dorika roseana là một loài bướm đêm trong họ Noctuidae.